# Gymnothorax moluccensis
Gymnothorax moluccensis es una especie de pez de la familia de los morénidas en el orden de los Anguilliformes.

## Morfología
Los machos pueden llegar a alcanzar los 45 cm de longitud total.

## Distribución geográfica
Se encuentra en el Mar Rojo, Indonesia, Mar del Coral y la Isla de Navidad.